# Zebreira e Segura
Zebreira e Segura (oficialmente: União das Freguesias de Zebreira e Segura) é uma freguesia portuguesa do município de Idanha-a-Nova, com 177,39 km² de área e 1007 habitantes (censo de 2021). A sua densidade populacional é 5,7 hab./km².

## História
Foi constituída em 2013, no âmbito de uma reforma administrativa nacional, pela agregação das antigas freguesias de Zebreira e Segura e tem a sede em Zebreira.

## Demografia
A população registada nos censos foi:
| Distribuição da População por Grupos Etários | Distribuição da População por Grupos Etários | Distribuição da População por Grupos Etários | Distribuição da População por Grupos Etários | Distribuição da População por Grupos Etários | Distribuição da População por Grupos Etários |
| -------------------------------------------- | -------------------------------------------- | -------------------------------------------- | -------------------------------------------- | -------------------------------------------- | -------------------------------------------- |
| Antes da agregação                           |                                              |                                              |                                              |                                              |                                              |
| Ano                                          | 0-14 anos                                    | 15-24 anos                                   | 25-64 anos                                   | >= 65 anos                                   | Total                                        |
| 2001                                         | 68                                           | 50                                           | 419                                          | 702                                          | 1239                                         |
| 2011                                         | 32                                           | 45                                           | 277                                          | 538                                          | 892                                          |
| Após a agregação                             |                                              |                                              |                                              |                                              |                                              |
| Ano                                          | 0-14 anos                                    | 15-24 anos                                   | 25-64 anos                                   | >= 65 anos                                   | Total                                        |
| 2021                                         | 116                                          | 90                                           | 402                                          | 399                                          | 1007                                         |